# Bradysia serrata
Bradysia serrata är en tvåvingeart som beskrevs av Yang och Zhang 1987. Bradysia serrata ingår i släktet Bradysia och familjen sorgmyggor. Inga underarter finns listade i Catalogue of Life.